# Bogojevce
Bogojevce (izvirno srbsko Богојевце) je naselje v Srbiji, ki upravno spada pod Mesto Leskovac; slednja pa je del Jablaniškega upravnega okraja.

## Demografija
V naselju, katerega izvirno (srbsko-cirilično) ime je Богојевце, živi 1244 polnoletnih prebivalcev, pri čemer je njihova povprečna starost 39,2 let (38,0 pri moških in 40,5 pri ženskah). Naselje ima 458 gospodinjstev, pri čemer je povprečno število članov na gospodinjstvo 3,43.
To naselje je, glede na rezultate popisa iz leta 2002, večinoma srbsko.
|  |

| Demografija | Demografija     | Demografija     |
| Leto        | Št. prebivalcev | Št. prebivalcev |
| ----------- | --------------- | --------------- |
|             |                 |                 |
|             |                 |                 |
|             |                 |                 |
|             |                 |                 |
| 1948        | 1469            |                 |
| 1953        | 1531            |                 |
| 1961        | 1485            |                 |
| 1971        | 1526            |                 |
| 1981        | 1592            |                 |
| 1991        | 1517            | 1501            |
| 2002        | 1604            | 1571            |
|             |                 |                 |

| Etnična sestava po popisu iz leta 2002 | Etnična sestava po popisu iz leta 2002 | Etnična sestava po popisu iz leta 2002 | Etnična sestava po popisu iz leta 2002 | Etnična sestava po popisu iz leta 2002 |
| -------------------------------------- | -------------------------------------- | -------------------------------------- | -------------------------------------- | -------------------------------------- |
| Srbi                                   | Srbi                                   |                                        | 1.448                                  | 92,17%                                 |
| Romi                                   | Romi                                   |                                        | 71                                     | 4,51%                                  |
| Makedonci                              | Makedonci                              |                                        | 3                                      | 0,19%                                  |
| Neznano                                | Neznano                                |                                        | 49                                     | 3,11%                                  |